# Gewestelijk ExpresNet

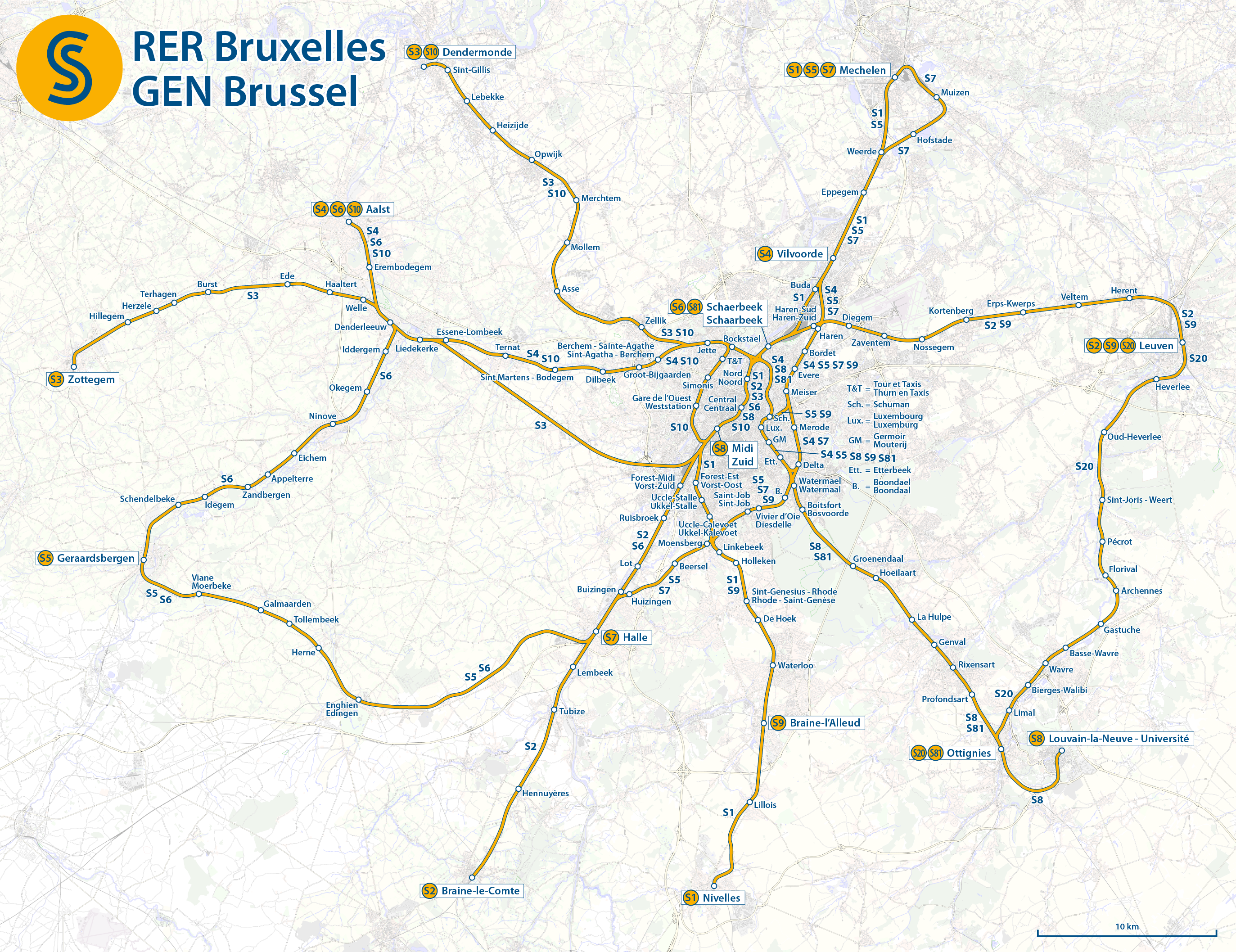

Gewestelijk ExpresNet, fr. Réseau express régional bruxellois – szybka kolej miejska Regionu Stołecznego Brukseli w budowie. Planowany termin zakończenia 2012 nie został dotrzymany, prawdopodobny termin to 2028.
13 grudnia 2015, uruchomiono tymczasowego podrzednika szybkiej kolei miejskiej – ofertę S. Składa się ona z 12 podmiejskich linii kolejowych.

## Linie
| Linia | Miasta                                                       | Rok | Długość | Liczba dworców |
| ----- | ------------------------------------------------------------ | --- | ------- | -------------- |
| S1    | Zottegem / Grammont – Bruksela ↔ Arenberg                    | ?   | ?       | 37             |
| S2    | Nivelles – Bruksela – Louvain-La-Neuve                       | ?   | 68      | 31             |
| S3    | Braine-l’Alleud – Bruksela – Port lotniczy Bruksela – Leuven | ?   | ?       | 19             |
| S4    | Grammont – Hal – Bruksela – Mechelen                         | ?   | ?       | 33             |
| S5    | Laeken (Bockstael) – Aalst                                   | ?   | ?       | 18             |
| S6    | Braine-le-Comte – Bruksela – Dendermonde                     | ?   | ?       | 23             |
| S7    | Hal – Bruksela – Vilvoorde                                   | ?   | ?       | 16             |
| S8    | Aalst – Bruksela – Louvain-La-Neuve                          | ?   | ?       | 18             |
| S9    | Villers-la-Ville ↔ Ottignies ↔ Wavre                         | ?   | 17,5    | 9              |
| S10   | Dendermonde – Bruksela – Jette – Aalst                       |     |         |                |
| S20   | Leuven – Wavre – Ottignies                                   |     |         |                |
| S81   | Schaarbeek / Schaerbeek – Bruksela Schuman – Ottignies       |     |         |                |